# ژئواستراتژی
ژئواستراتژی به بررسی روابط فی‌مابین استراتژی و عناصر جغرافیایی می‌پردازد. عناصر ثابت ژئوپلیتیک (عناصر جغرافیای طبیعی) شالوده ژئواستراتژیک را تشکیل می‌دهد چرا که عناصر طبیعی تأثیر عمیقی در کاربرد ابزار و امکانات دارد. ابزار و امکانات با توجه به شرایط جغرافیایی انتخاب شده و مورد استفاده قرار می‌گیرد». مطالعه اهمیت محیط به‌طور اساسی در ارتباط با درک مسئله، شامل رفاه اقتصادی یا سیاسی نسبت به دیدگاه بین‌المللی، ژئواستراتژیک خوانده می‌شود. به عبارت دیگر بسیاری از تحلیل گران در مورد رابطه بین موقعیت، وسعت سرزمینی و قدرت ملی به تعمیم گرایی پرداخته‌اند. این دانش پژوهانِ «ژئواستراتژیک» ارزش و اعتبار فضا را از لحاظ اقتصادی و سیاسی و نظامی مورد ارزیابی قرار می‌دهند و در مورد عملکرد روابط بین‌المللی در ارتباط با رعایت امنیت و مصالح ملی توصیه‌هایی را ارائه می‌نمایند.

## تعریف ژئواستراتژیک از دیدگاه‌های گوناگون
پیروز مجتهدزاده از ژئواستراتژیک تعریفی اینچنین ارائه می‌دهند: «ژئواستراتژیک عبارتست از مطالعه اثر عوامل استراتژیک محیط جغرافیایی منطقه‌ای و جهانی روی تصمیم‌گیری‌های سیاسی حکومت‌ها و اثر گذاری‌های متقابل کشورها درابعاد منطقه‌ای و جهانی، و سیاستهای قدرتی. عزت‌الله عزتی نیز ژئواستراتژی را اینچنین تعریف می‌کنند: «ژئواستراتژی در حقیقت علم کشف روابطی است که بین یک استراتژی و محیط جغرافیایی وجود دارد. تاش دمیرچی در تشریح ژئواستراتژیک می‌گوید: «موضوع ژئواستراتژیک بررسی عناصر جغرافیایی مبتنی بر استراتژیک و نایل آمدن به نتایج استراتژیک می‌باشد.»

## عناصر ژئواستراتژیک
عناصر ژئواستراتژیک عبارتند از:
- کشور
- سرزمین
- جمعیت
- جامعه
- اقتصاد
- سیاست
- استراتژی

موترجیملر نیز در تعریف ژئواستراتژیک می‌گوید: «ژئواستراتژیک یعنی علم و هنرِ پیوند فعالیت‌های مبتنی بر فاکتور سیاست، استراتژی، جغرافیا و برخورداری از این پیوند در حرکات استراتژیک نظامی است. دکتر حافظ نیا ژئواستراتژی را علم روابط ژئوپلیتیک با استراتژی دانسته و تأکید شده‌است که برای طراحی نظامی و شرکت مؤثر در جنگ یا حتی فهم صحیح استراتژی و تاکتیک نظامی، آگاهی از تأثیر عوامل جغرافیایی بر عملیات نظامی ضرورت دارد. بر اساس این رویکرد، ترکیب جغرافیا، مسائل جهانی و عوامل استراتژیک، مناطق جغرافیایی ویژه‌ای را شکل می‌دهد که از آن می‌توان به منطقه ژئواستراتژیک تعبیر نمود.
ایولاکوست و بئتریس ژیبلن معتقدند: «واژه ژئواستراتژی و استفاده‌ای که از آن در برخی امور مرتبط با روابط قدرت می‌شود، بر اهمیت اشکال جغرافیایی تأکید می‌کند. این اشکال جغرافیایی اهمیت خود را حتی پس از پیروزی و تا مدت‌های طولانی حفظ می‌کنند. دلیل این امر آن است که فلان تنگه، فلان منبع نفت، فلان شهر بزرگ، فلان سرزمین قومی و حتی فلان مکان نمادین منافع خاصی را در نظر قدرت‌های رقیب جلوه می‌دهد که همین منافع و گاه یکی از آنها، ابزار مهمی برای تضمین کنترل ممتد و تملک آن سرزمین یا برای مقابله با نفوذ رقیب در آن مکان محسوب می‌شوند. برای نمونه، ذخایر نفت خلیج فارس دارای منافع ژئواستراتژیکی مهم بین‌المللی هستند. تنگه جبل الطارق و تنگه‌های بسفر و داردانل، گذرگاه و کانال سوئز، تنگه باب‌المندب و تنگه هرمز از دهه‌های قبل و حتی از قرن‌ها پیش موضوع رقابت‌های ژئواستراتژیکی بوده‌اند. این رقابت‌های استراتژیکی مربوط به رهبران حکومت‌ها و ستادهای ارتش کشورهاست. آنها کمابیش این رقابت‌های دائمی خود را پنهان نگاه می‌دارند و فقط در شرایط بروز بحران یا در لحظه اجرا و حتی پس از اجرای مقاصدشان آنها را موضوع مناظره ژئوپلیتیکی بین شهروندان کشور خود یا در سطح بین‌المللی قرار می‌دهند.
هنگامی که صدام حسین تصمیم گرفت کویت را به منظور تسلط بر منابع نفتی آن و به دست آوردن سواحل بیشتر اشغال نماید، این یک موضوع ژئوپلیتیکی نبود بلکه ژئواستراتژیکی بود، زیرا برنامه دقیق این اقدام تا زمان تهاجم علنی نشد و فقط پس از اشغال کویت بود که یک مناظره عظیم ژئوپلیتیکی در بسیاری از ممالک عرب و در سطح بین‌المللی درگرفت. واکنش نظامی آمریکا و نحوه اجرای آن نیز یک موضوع ژئواستراتژیکی بود، زیرا دلایل عمیق این دخالت همچون نتیجه آن، تا زمان شکست کامل صدام حسین روشن نخواهد شد.